# Tang Chia-hung
Tang Chia-hung (n. 23 septembrie 1996, Taipei, Taiwan) este un gimnast artistic ce a reprezentat Taipeiul Chinez, medaliat olimpic. A participat la 2 ediții ale Jocurilor Olimpice (2020, 2024) în care a câștigat o medalie de bronz.